# Pont Saint-Blaise
Le pont Saint-Blaise est un pont situé en France sur la commune de Najac, dans le département de l'Aveyron en région Midi-Pyrénées.
Il fait l’objet d'un classement au titre des monuments historiques depuis le 10 février 1987.

## Localisation
Le pont est situé sur la commune de Najac, dans le département français de l'Aveyron.

## Historique
Le pont a été construit entre 1259 et 1274.
L'édifice est classé au titre des monuments historiques en 1987.
Il est endommagé durant l’automne 2022 par le passage de véhicule militaire. En mai 2023, la commune de Najac publie un message pour déplorer une rénovation scandaleuse. Pour le journaliste Maxime Carsel, la rénovation est « un carnage » architectural.